# Utrillabracon electropteron
Utrillabracon electropteron (лат.) — вид ископаемых наездников из семейства браконид, единственный в составе рода Utrillabracon (Protorhyssalinae). Испанский янтарь (около 100-113 млн лет назад; поздний альб, Испания).

## Описание
Мелкие наездники-бракониды; длина переднего крыла не менее 1,31 мм. Антенны с более чем 11 члениками (сохранность неполная: два крыла, часть головы и нога). Переднее крыло с краевыми щетинками; птеростигма в 4 раза длиннее ширины; 1R относительно длинные и изогнутые; r-rs косой, отходит медиально от птеростигмы; r-rs в несколько раз длиннее абсциссы M между 2Rs и m-cu; маргинальная ячейка достигает вершины крыла; пятигранная вторая субмаргинальная ячейка удлиненная, её длина в 3 раза больше ширины; 1М и m-cu аналогичной длины; m-cu отчётливо постфуркальная; 2m-cu отсутствует; cu-a слегка постфуркальная и ортогональная. Заднее крыло с краевыми щетинками; R1 дистально расширен с несколькими крючками за вершиной; Sc + R не выровнен с Rs; 2Cu присутствует. Претарзальные коготки имеются, без предвершинного зубца; аролиум широкий.

## Систематика
Впервые описан в 2022 году в ходе исследования, проведённого испанскими палеонтологами и крупным американским экспертом в области палеоэнтомологии Майклом Энджелом по материалам из испанского янтаря (San Just amber, провинция Теруэль, Арагон, Испания). Близок к видам Protorhyssalus goldmani и Diorhyssalus allani (оба из верхнего мела Северной Америки), но отличается жилкованием крыльев. Вместе с ними и родами Archaeorhyssalus, Burmabracon, Protorhyssalodes, Protorhyssalopsis включён в подсемейство Protorhyssalinae  Basibuyuk, Quicke, & van Achterberg, 1999.